# Taufiq Ismail
Taufiq Ismail (ur. 25 czerwca 1935 w Bukittinggi) – indonezyjski poeta.
Kształcił się na Uniwersytecie Indonezyjskim, gdzie uzyskał tytuł doktora weterynarii.
Jako pisarz debiutował w latach 60. XX wieku. Krytykował system demokracji sterowanej za rządów Sukarno – pierwszego prezydenta Indonezji. Był współredaktorem pisma „Horison”, indonezyjskiego magazynu literackiego, stanowiącego kontynuację magazynu „Sastra”. Pozostaje związany z magazynem jako starszy redaktor.
Był członkiem Rady Sztuki w Dżakarcie oraz dyrektorem Instytutu Edukacji Artystycznej w Dżakarcie (1973–1978).